# ناثان كوبر
ناثان كوبر هو سياسي كندي، ولد في 1980 في كندا. حزبياً، نشط في United Conservative Party ‏. وقد انتخب عضو الجمعية التشريعية ألبرتا عن دائرة Olds-Didsbury-Three Hills ‏ خلال فترته النيابية ‏.